# 洛陽橋
洛阳桥，又名万安桥，是位于中华人民共和国福建省泉州市的洛阳江入海口处的一座跨海石桥，同时也是中国境内第一座跨海石桥，有「中国古代四大名桥之一」之譽。该石桥始建于北宋皇祐五年（1053年），嘉祐三年（1058年）时任泉州知州的蔡襄开始主持造桥，通过筏型基础和种蛎固基解决了包括铺桥面、建桥墩在内的多个难题。嘉祐四年（1059年），洛阳桥正式建成，蔡襄亲自题写《万安桥记》。此后历朝历代洛阳桥都曾歷經修葺。南宋时期，洛阳桥的护栏外增設多座佛塔和风水塔。该桥长1200米，共有46个桥墩，北侧位于惠安县境内，南侧位于洛江区境内，桥的中段建在一座名为中洲的江心岛上。桥上及中洲上共建有包括佛塔、护塔神像等多种附属建筑。1988年，洛阳桥列为全国重点文物保护单位。2009年，洛阳桥入圍“海上丝绸之路”申遗点。

## 历史

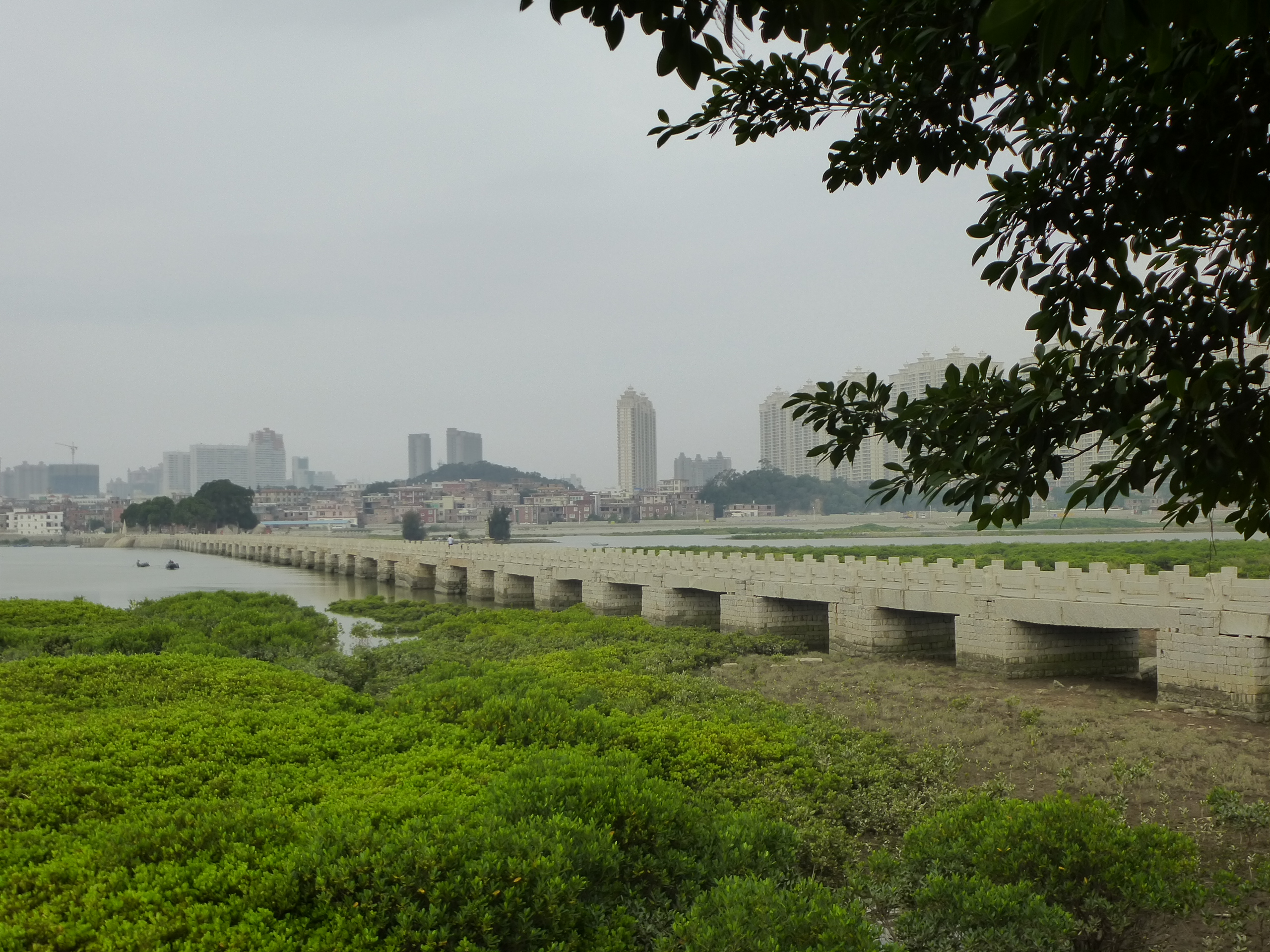
洛阳桥全景

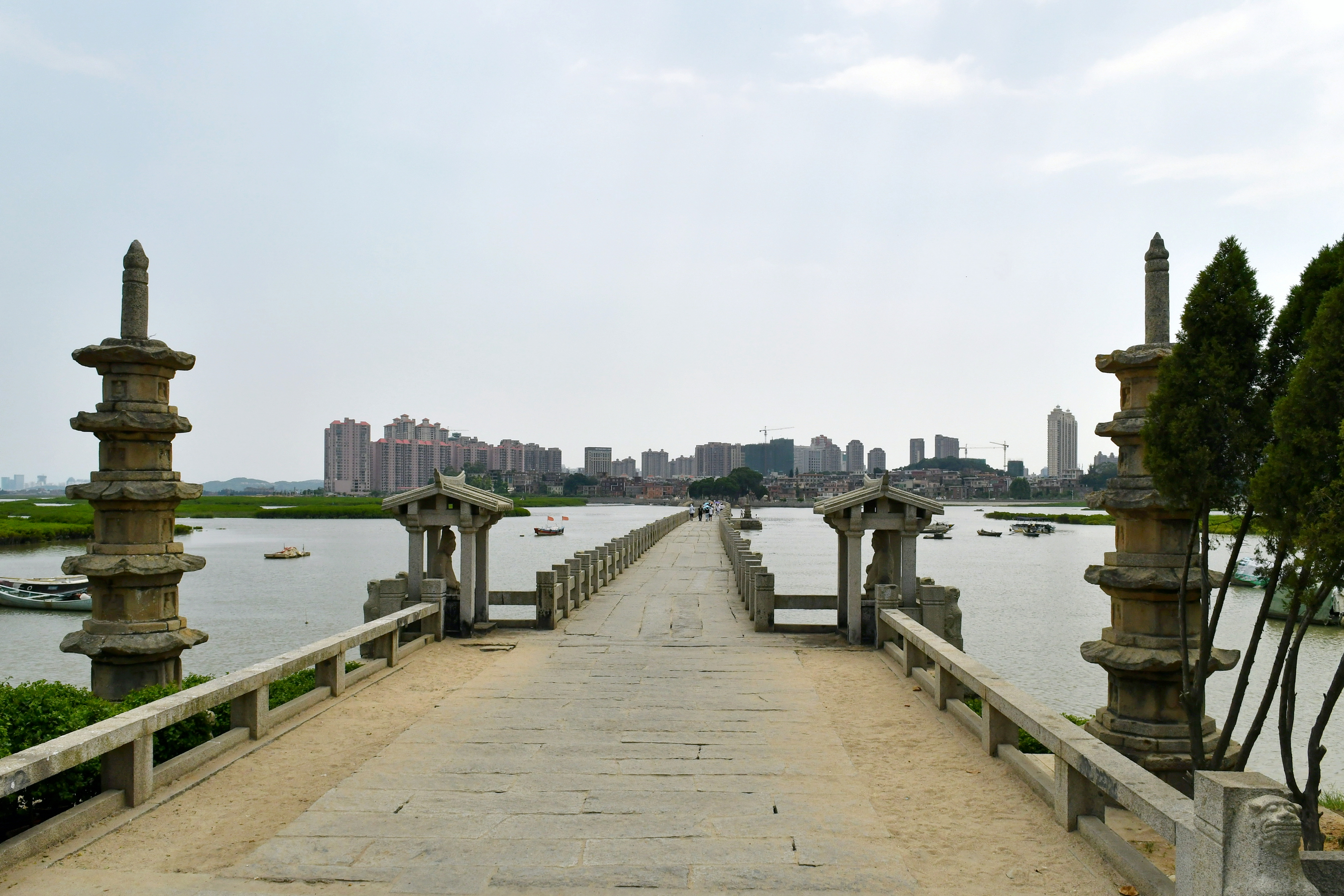
洛阳桥桥头

洛阳桥又名万安桥，因其在洛阳江上而得名洛阳桥。相传唐朝年间，唐宣宗微服出巡至泉州惠安县西北的一条河旁，称该河周边的风景和洛阳有些相似，该河遂得名洛阳江。
在洛阳桥修建之前，当地曾有一座万安渡口渡人过江:3。由于该地地处洛阳江入海口，风高浪急，因渡江而造成的伤亡事件屡有发生，巨大的风浪经常导致连续数天无法渡江。北宋庆历年间，泉州人李宠曾在当地用石块砌成桥墩、以木板为桥面的方式搭建了一座浮桥供行人过江，但该桥也多次被冲毁。皇祐五年（1053年），泉州人王实在原有浮桥的基础上加盖固定石桥，这也标志着洛阳桥正式开始修建。修建的过程中，工程遇到了包括资金紧缺、7个桥墩无法修建、桥板无法搭建等问题。嘉祐三年（1058年）七月，蔡襄担任泉州知州，并随即主动参与到洛阳桥的修建之中。他号召捐款，并用养殖海蛎的方式加固桥墩，同时利用潮水涨落成功架设桥面。嘉祐四年（1059年）十二月，洛阳桥正式建成，蔡襄为此专门题写了《万安桥记》。洛阳桥也由此成为中国历史上第一座跨海大桥。北宋至近代，洛阳桥的周围先后修建起了8座形制各异的风水塔和佛塔。
由于在修造过程中采用了海蛎作为加固桥墩的手段，洛阳桥下的海蛎自建成之时起就频频遭到盗挖。北宋元丰年间就有官员上奏，请求下令将盗挖洛阳桥海蛎的人判处2年监禁，类似的律法在此后各代也得到了沿袭。根据记载，洛阳桥自建成至1993年共经历过27次维修，其中在南宋绍兴八年（1138年）做了首次修理，明代永乐六年（1408年）、景泰四年（1453年）等均有重修。明朝嘉靖年间，洛阳桥中心的中洲上层修建起一座兵营以抵御倭寇，是为“洛桥新城”:14。明朝万历三十二年（1604年），泉州发生大地震，洛阳桥在地震中安然无恙。崇祯年间，由于倭寇基本绝迹，洛桥新城上加盖了一座楼阁，是为“镜虹阁”。清代康熙二十年（1681年）、雍正八年（1761年）、道光二十三年（1843年）也曾有过受损和修复纪录。咸丰十年（1860年），洛阳桥遭到洪水冲击，虽有维修但无大修，时至1932年已经破败不堪，于是当时驻守在泉州一带的国民革命军第十九路军对桥身进行了加固，恢复桥墩的同时加筑了钢筋混凝土桥梁和桥面。抗日战争时期，该桥為日军所损毁。1946年有所维修，第二次国共内战时期，国军將洛阳桥桥面完全炸毁，桥上文物损毁殆尽，仅余桥墩，后为中华人民共和国政府组织人力修复。1961年，洛阳桥入列福建省文物保护单位。1974年，由于洛阳桥损毁严重，已经无法承担交通任务，公路部门在洛阳桥上游700米处修建了新的公路桥，而洛阳桥也正式成为连同洛阳江两岸村落的通道和文物游览桥:5。1988年，洛阳桥列为全国重点文物保护单位。1991年，洛阳桥正式立项重修，并于1993年正式动工，1996年完工:5-6。2009年，洛阳桥經泉州市文物局列为“海上丝绸之路”申遗点之一。

## 结构

### 主体结构

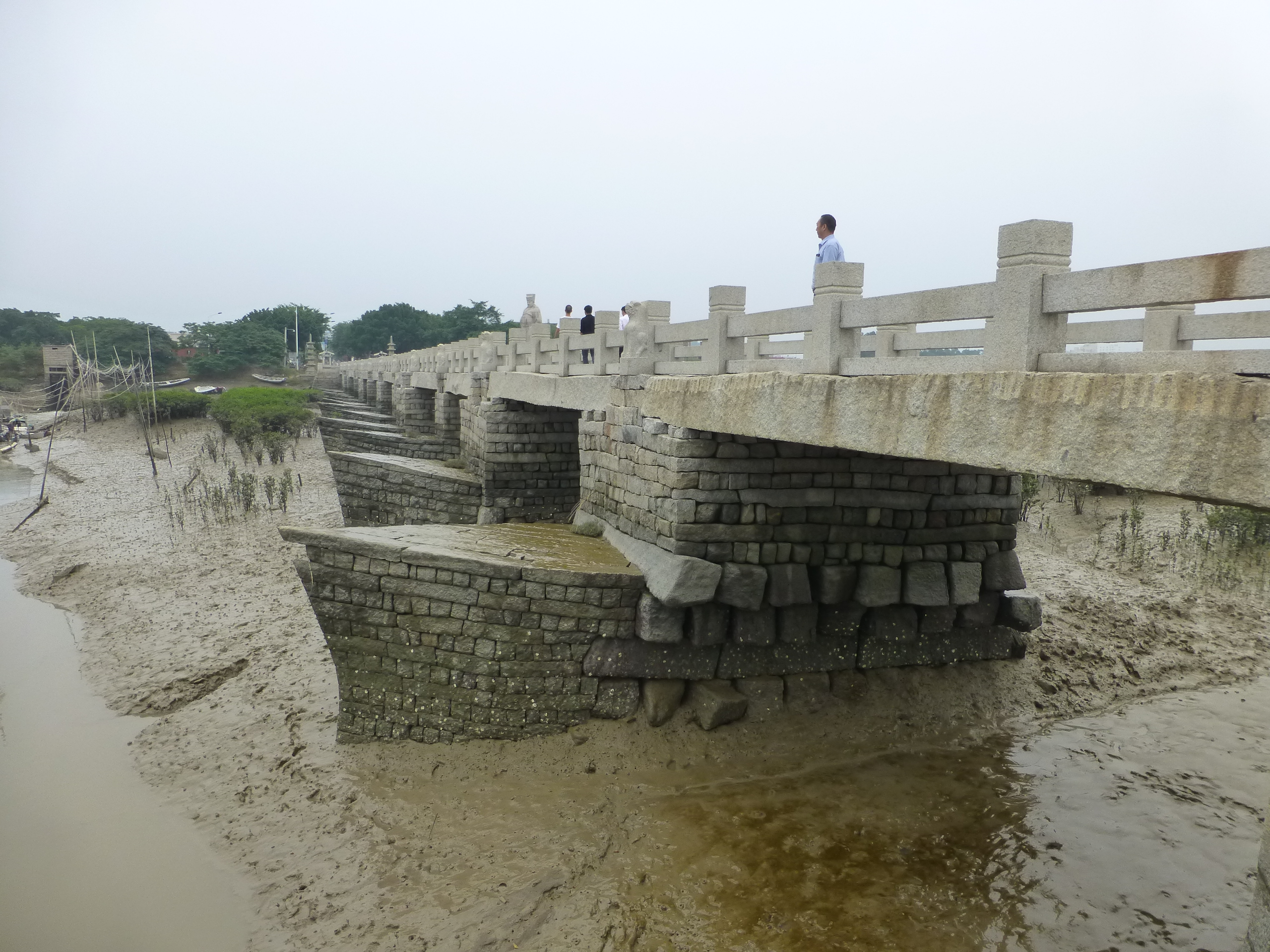
洛阳桥桥墩“筏型基础”可经受上游江流和下游海潮的交互冲击。

洛阳桥位于中华人民共和国福建省泉州市的洛阳江入海口处，是一座跨海石桥。该桥为南北走向，桥从江岸的石砌江堤延伸而出，经过江中心的一座名为“中洲”的小岛，南侧接入洛江区境内。洛阳桥全长731.29米，南侧引桥长80.5米，宽7米；北侧弓桥长11米，宽7米，主桥面宽5米。有47个桥孔和46个桥墩。桥墩采用条石砌成，顶部两层的条石向左右挑出以减少石梁板的跨度。桥墩底部面向河流上游建有分水尖，尖头略上翘，是为“筏型基础”。桥梁板均为大型条石，最早建设时利用涨潮搭建而成。桥板两侧建有500个石制扶拦，以防行人落水。:7-10

### 附属建筑

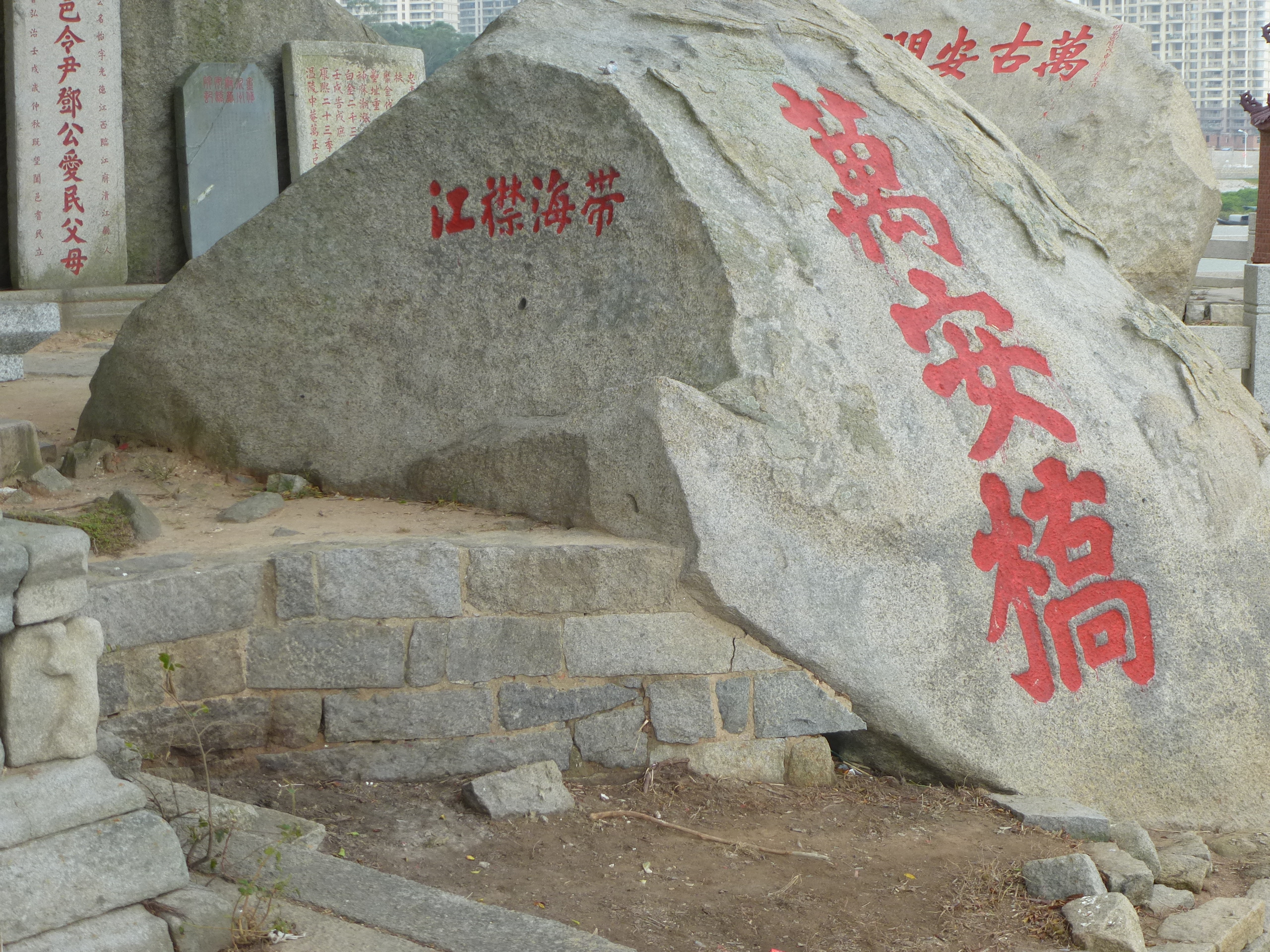
洛阳桥石刻

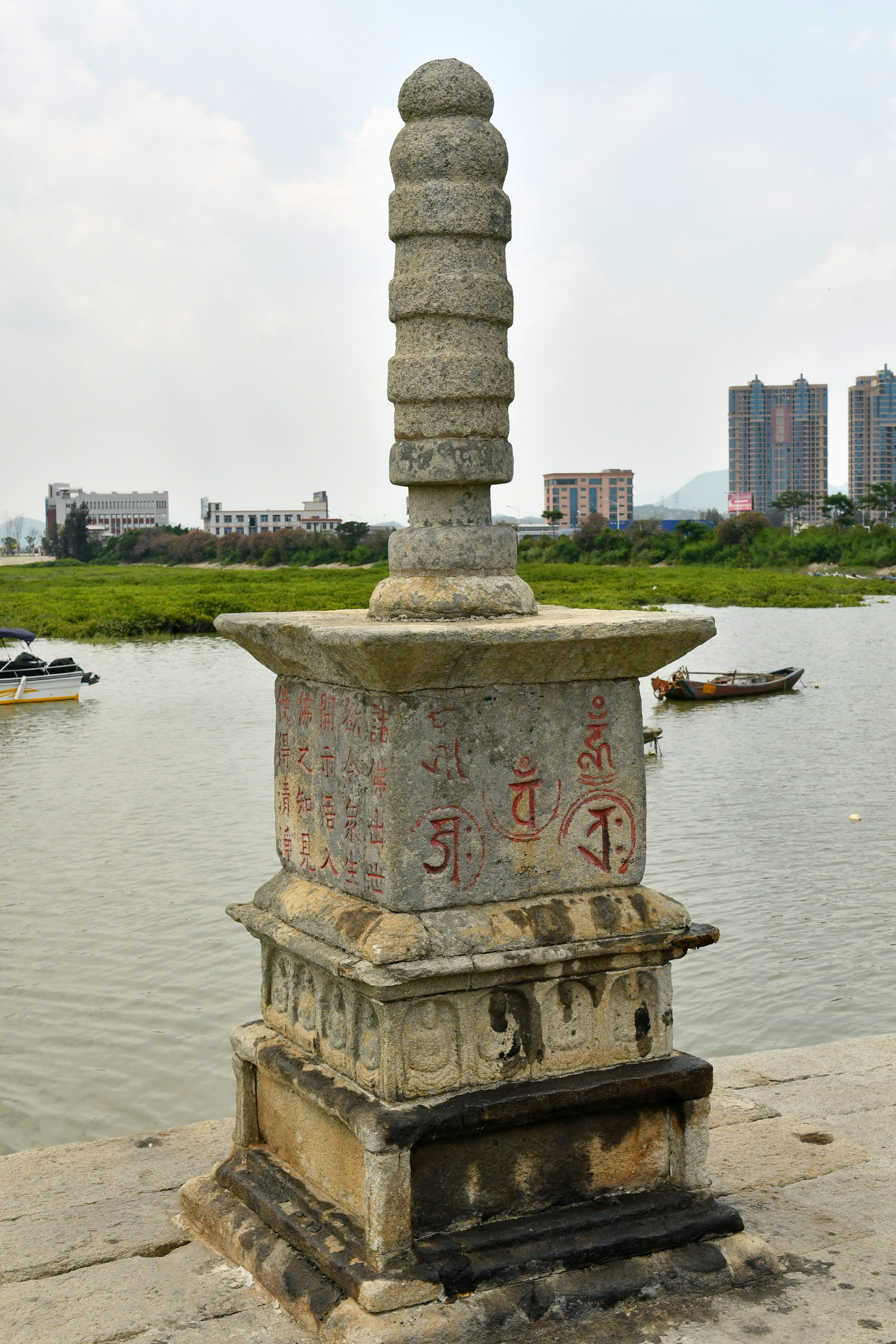
洛阳桥中部的“月光菩萨塔”（宝箧印经式塔）

#### 桥亭
洛阳桥的中洲上现存两座石亭，其一为“中亭”，位于中洲北侧，是一座四角凉亭，始建年代无法考证，现亭为中华人民共和国成立后在清末民初的基础上重修所得。另一座亭为“西川甘雨碑亭”，为纪念明代晋江县令方克所建。民间传说方克为晋江祈雨成功，乡民为纪念而修建此亭。:11-12

#### 石塔
在桥的护栏外侧现存7座石塔，其中楼阁式塔3座，宝箧印经式塔1座，五轮塔1座，经幢1座，镇风塔1座，在中洲上还有,1处塔的基座。这7座塔由南到北分别为：:12-13
- 桥南端东侧有一座窣堵坡式佛塔，通高5米，底部为方形台基，塔身为圆形，正南侧开有一龛，龛门两侧各有一座金刚护卫浮雕。他身上放为六角形塔盖，其上为三层相轮，相轮上方为宝珠。
- 桥南端西侧为一座三层六角实心佛塔，塔基为方形，由长条石砌成，边长2.6米。塔座为等边六角形，第一层塔身的三面各刻有一尊佛像，相间排列，第二层塔身刻有密宗六字真言；第三层塔身正东刻有一个“佛”字，其余屋面刻有“十、方、三、世、一切”。塔身顶部为塔刹，塔刹由下至上依次为覆钵、相轮和宝珠。
- 中洲中庭前桥上南侧建有一座高3米的镇风塔，塔身呈圆锥形，没有雕饰，塔侧立有一块“洛阳桥镇风塔”碑。
- 中洲西北侧与桥相连的位置建有一座方形宝箧印经式佛塔，基座上有山、水花和力神雕饰的浮雕，塔身四面各有一尊佛像浮雕，形制与下述“月光菩萨塔”大致相同。
- 在桥的中洲以北的桥面中段桥墩上有一座宝箧印经式佛塔，通高3.64米，塔座为边长0.95米的四方形。塔身分为两层，下层四面各有一尊浮雕盘坐佛像，上层较高，面向江面的方向雕刻有一面佛首，佛首左右两边分别刻有“月光菩萨”和“己亥岁造”。该塔是洛阳桥各塔上唯一一个雕刻了建塔时间的，为“己亥岁”。根据该塔的雕刻风格，考古人员确定该塔的建成时间为北宋嘉佑四年（1059年）。塔身上方为高1.6米的塔刹，由下至上分别为覆钵、相轮和宝珠。
- 桥的北端有两座隔桥相对的两座形制和雕饰均相同的五层八角实心佛塔石塔，通高6米左右。底座为方形，用条石砌成。塔座为等边八角形，各层塔盖均为六角形，刻出筒瓦勾头。每层塔身的正东、正西、正南、正北四个方向均有浮雕的盘坐佛像。塔刹为后来补修，呈尖锥状，没有相轮。

#### 神像
洛阳桥的南北两侧桥头各有两尊护桥石雕神像，两两相对，通高1.63米，均为北宋时期所作。这些雕像面容均为汉人，头戴头盔，身披铠甲，手托长剑。:13-14

#### 纪念性建筑
在洛阳桥南端500米处建有一座蔡忠惠公祠，是后人为纪念蔡襄建洛阳桥有功而造。该祠始建于北宋，现存为清代建筑形式，为坐北朝南的三开间三进殿堂。洛阳桥北侧建有一座昭惠庙，现存为清代结构建筑，两进五开间。该庙始建年代不详，据考古人员推测其原为镇海庵，后改为昭惠庙。在洛阳桥南端还有大量的修桥碑刻，其中包括著名的《万安桥记》，共计两方石碑共153字，石碑高3米，宽1.5米。此外在桥的北侧、中洲和南侧共分布还有26方不同时期的修桥碑记。:14-15

## 保护

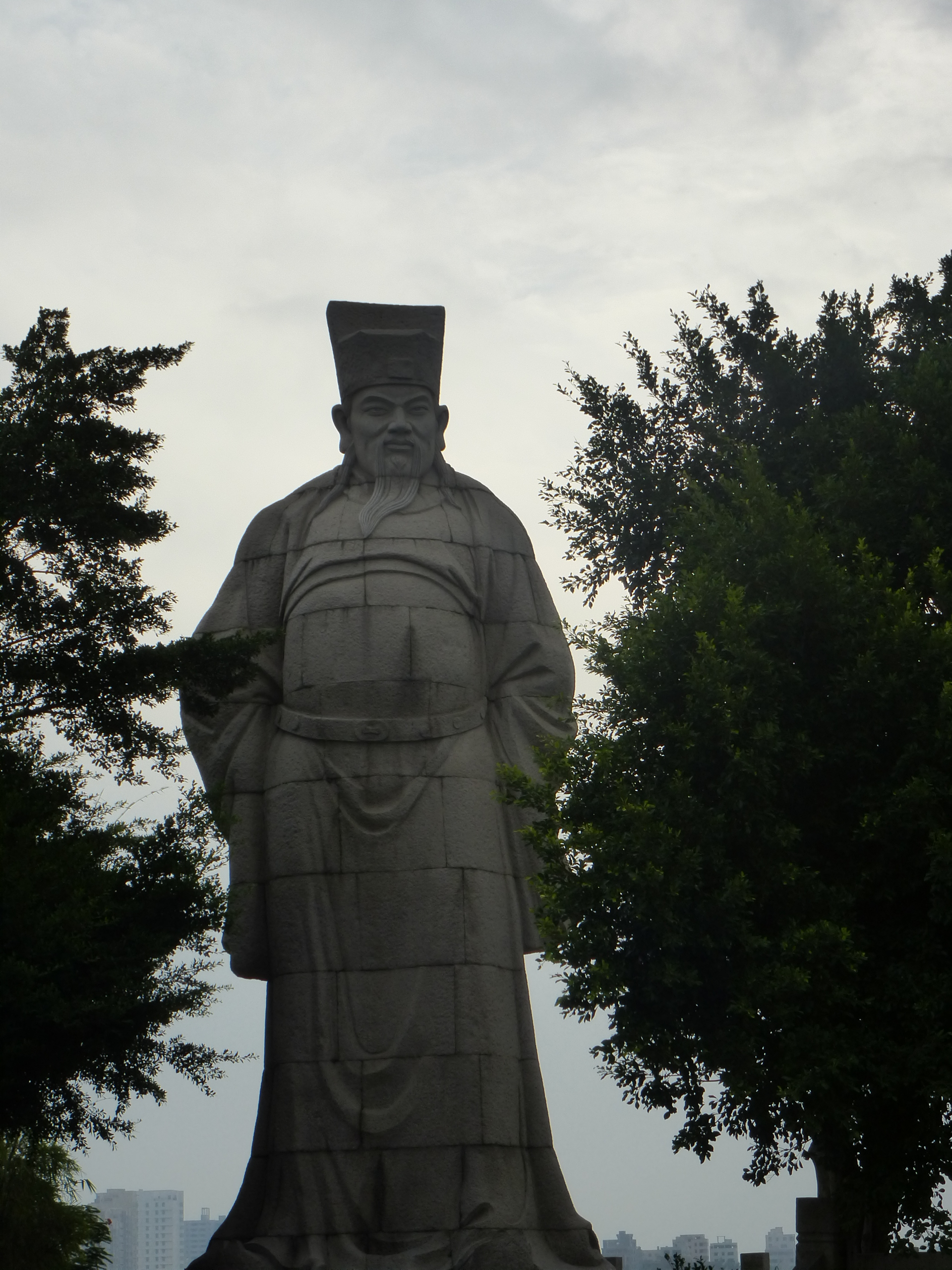
蔡襄石立像

洛阳桥两侧和桥面长时间為大排档餐馆占据，其中2005年时桥的南北两侧均曾用於擺放大排档餐桌，而2006年有人在洛阳桥中央的亭子内强建了大排档，由于大排档做饭做菜造成油水等废弃物会对石桥造成破坏，有关违法設施行为都在随后在市级执法部门勒令下遭到拆除或整改。2010年，部分周边村民试图在洛阳桥中亭边擅自建造一座观音庙，有关部门將之紧急叫停。几个月后，这批村民又在洛阳桥南侧桥头树立起一座石制观音像，但这次行为同样没有经过有关部门审批。
2008年时，洛阳桥两侧河道严重淤积，垃圾成堆，已经影响到了洛阳江两岸渔民的正常生活，同时也影响到了洛阳桥的保护问题。对此，2014年泉州市计划投资700万元人民币整治洛阳桥周边环境，其中包括河道清淤等工程。2015年，泉州市的海岸线周围种植了大面积的红树林，并延伸至洛阳桥周围，社会上也由此出现了“红树林是否会威胁到洛阳桥的安全”的争议，泉州市文管所还曾组织人力清理掉了洛阳桥周围30余棵红树。2016年11月，洛阳桥周边环境整治方案正式上报国家文物局，当年12月该方案基本获批复同意，但否决了其中清淤工作的部分。